# Найт, Чарльз (издатель)
Чарльз Найт (15 марта 1791 — 9 марта 1873) — британский издатель, редактор и писатель.

## Биография
Родился в Виндзоре в семье книготорговца и владельца типографии. Он был учеником своего отца, но по завершении действия его соглашения с отцом об ученичестве он занялся журналистикой и вместе с отцом основал газету Slough and Windsor Express.
В 1823 году совместно с друзьями он стал издателем (1820—1821) журнала The Etonian, а также основал Knight's Quarterly Magazine, в котором согласились сотрудничать некоторые известные в то время литераторы. Журнал прекратил своё существование после выпуска шестого номера, но с него началась история карьеры Найта как издателя и автора, которая продолжалась в течение сорока лет.
В 1827 году Найт был вынужден временно прекратить заниматься издательством и стал начальником публикаций Общества распространения полезных знаний, для которого он подготовил проект и затем редактировал издание  The British Almanack and Companion, выпуск которого начался в 1828 году. В 1829 году он возобновил издательское дело на собственные средства, начав публикацию серии  The Library of Entertaining Knowledge, написав несколько томов этой серии самостоятельно. В 1832 и 1833 году он основал журнал Penny Magazine и энциклопедию Penny Cyclopaedia; оба издания выходили большими тиражами. Энциклопедия, однако, в связи с большими задолженностями по акцизам была завершена только в 1844 году и путём больших денежных потерь.
Помимо большого количества иллюстрированных изданий известных произведений, в том числе издания в 1842 году произведений Шекспира под названием The Pictorial Shakspere, которые ранее были изданы в нескольких частях (1838—1841), Найт публиковал различные иллюстрированные издания, такие как Old England and The Land we Live in. Он также совершил серию изданий, известную как Weekly Volumes, разместив в её первый томе биографию Уильяма Кекстона собственного авторства. Многие известные книги, в том числе сказки Гарриет Мартино,  Early Italian Painters Анны Браунелл-Джеймсон и Biographical History of Philosoph Джорджа Генри Льюиса, появились впервые именно в этой серии. В 1833 году он стал редактором Английской энциклопедии (English Cyclopaedia), которая фактически представляла собой несколько изменённую Penny Cyclopaedia, и примерно в то же время начал издание еженедельного журнала Local Government Chronicle (8 томов, 1856—1862). В 1864 году он ушёл из издательского бизнеса, но продолжал писать почти до конца своей долгой жизни, написав, в частности, книгу The Shadows of the Old Booksellers (1865), автобиографию под названием Passages of a Working Life during Half a Century (2 тома, 1864—1865) и исторический роман Begg'd at Court (1867). Умер в Эддлстоне, Суррей.